# ダイヤモンド不動産研究所
ダイヤモンド不動産研究所（ダイヤモンドフドウサンケンキュウジョ）は、ビジネス系出版社のダイヤモンド社が運営する、不動産に関するオンラインメディア、ニュースサイトである。

## 概説
創刊は2020年4月。「不動産業界における情報格差を解消すべく、不動産の取引に関わる様々な情報、ノウハウを幅広く発信」するサイトとしている。
母体となったのは「ザイ・オンライン」で、2017年にザイ・オンラインの1カテゴリとして不動産関連記事の掲載を開始。2020年4月に新媒体として独立した際は、不動産関連のカテゴリーを切り出し、ドメインも新しく取得した。
記事は住宅ローン、新築マンション、火災保険、引っ越し、リフォームなど、不動産にかかわる実用的な記事が中心である。
住宅ローンについては、ホームローンドクター株式会社と共同で、住宅ローン金利の指標である「DH住宅ローン指数」を毎月発表している。
「不動産価格データベース」では、全国の土地、中古マンション、中古戸建ての過去の価格推移、将来の価格推計について、仙石裕明氏（麗澤大学AIビジネス研究センター客員准教授、東京大学空間情報科学センター客員研究員）の協力で作成している。